# Камути, Енё
Доктор Енё Камути (венг. Kamuti Jenő, род. 17 сентября 1937) — бывший венгерский фехтовальщик на рапирах.

## Карьера
Карьера Енё Камути продолжалась 20 лет. В 1959, 1961, 1963 и 1965 годах он становился чемпионом Универсиады среди фехтовальщиков, соревнующихся на рапирах. В 1957 году команда Венгрии по фехтованию на рапирах, за которую выступал Камути, стала победителем командного чемпионом мира. В 1961 и 1967 годах он завоёвывал серебро чемпионата мира по фехтованию на рапирах индивидуально и в команде, а в 1968 и 1972 годах показывал такой же результат на Олимпийских играх.

## Должности
С 1986 по 2004 года Камути являлся членом исполнительного комитета Международной федерации фехтования, с 1992 по 1996 был генеральным секретарём федерации. С 1996 по 2005 года являлся президентом Европейской конфедерации фехтования. Был также членом Административного совета Международного комитета по фейр-плею, а позже стал президентом комитета. С 1992 по 2005 года являлся членом медицинской комиссии Международного олимпийского комитета. Некоторое время Камути занимал пост генерального секретаря Венгерского олимпийского комитета.

## Семья
Женат. Имеет двое детей и пять внуков.
Брат Енё — Ласло Камути — также является фехтовальщиком. Принимал участие в четырёх Олимпийских играх.

## Прочее
По профессии Енё Камути хирург. Работал главным врачом в госпитале.